# Четырнадцатый Доктор
Четырнадцатый Доктор — воплощение Доктора, вымышленного главного героя научно-фантастической телевизионной программы BBC «Доктор Кто». Четырнадцатого Доктора сыграл шотландский актёр Дэвид Теннант, который ранее играл Десятого Доктора и последний раз появлялся в этой роли в 2013 году.
Доктор является представителем внеземной расы Повелителей Времени с планеты Галлифрей, который при помощи пространственно-временного устройства ТАРДИС путешествует через время и пространство, чаще всего со спутниками. Когда Доктор получает значительные увечья, по его желанию тело может «регенерировать», однако при каждом новом воплощении его внешность и характер меняются (память и сущность остаются прежними). Эта возможность позволила отображать Доктора различными актёрами и сохранить тем самым сериал с 1963 года.
Шути Гатва ранее был объявлен преемником Джоди Уиттакер в качестве главного актёра сериала, и во многих источниках сообщалось, что он сыграет Четырнадцатого Доктора после регенерации Тринадцатого Доктора. В своём последнем появлении в качестве Доктора Джоди Уиттакер вместо этого регенерировала в форму, похожую на Десятого Доктора. Этот персонаж, сыгранный Теннантом, был подтверждён как Четырнадцатый Доктор с более поздним уточнением, что Шути Гатва на самом деле будет играть Пятнадцатого Доктора.
Четырнадцатый Доктор появился в трёх спецвыпусках к 60-летию сериала в ноябре — декабре 2023 года, исполнительным продюсером которых является Расселл Т. Дэвис. Кэтрин Тейт вновь повторила свою роль спутницы Доктора Донны Ноубл. Бернард Криббинс снова сыграл роль Уилфреда Мотта перед своей смертью в 2022 году.

## Образ

### Внешность
Четырнадцатый Доктор имеет ту же внешность и голос, что и Десятый, хотя выглядит немного старше, а также похожую прическу. Его одежда также очень похожа, с похожей коричневой цветовой гаммой, только с клетчатым рисунком поверх цвета и синим пальто, а не коричневым плащом, который носил Десятый Доктор. В интервью BBC News после объявления новости о роли Теннант прокомментировал внешний вид своего Доктора, сказав, что «для случайного зрителя я выгляжу так, как будто я одет так же, как и раньше. Но на самом деле мы выбрали что-то вроде того же, но другого. В этом есть отголоски прошлого, но также и немного настоящего».

### Характер
В целом, Четырнадцатый Доктор мало в чём отличается от Десятого: он такой же весёлый и остроумный искатель приключений, но при этом более сентиментальный, склонный к приступами ностальгии и меланхолии.

## Кастинг
Руандийско-шотландский актер Шути Гатва был объявлен в мае 2022 года актёром, который станет играть Доктора далее. Во время специального выпуска «Сила Доктора» было раскрыто, что после регенерации Тринадцатый Доктор переродилась в воплощение, снова изображаемое Дэвидом Теннантом. Теннант ранее снимался в программе в роли Десятого Доктора с 2005 по 2010 год и является четвёртым актером, сыгравшим два разных воплощения Доктора в сериале, после краткого появления Шестого Доктора Сильвестром Маккоем во время его регенерации в Седьмого Доктора в эпизоде «Время и Рани», изображение инкарнации Доктора, Военного Доктора, Полом МакГанном после его регенерации в Восьмого Доктора в эпизоде «Ночь Доктора», и изображение Куратора Томом Бейкером в эпизоде «День Доктора». Возвращение предыдущего актёра в качестве нового воплощения Доктора было ранее предложено создателем Доктора Кто Сидни Ньюман в 1986 году. Ньюман намеревался пригласить Патрика Траутона, сыгравшего Второго Доктора, вернуться на один сезон, прежде чем переродиться в женское воплощение.
Было подтверждено, что Гатва в конечном счёте сыграет главную роль в качестве Пятнадцатого Доктора, а исполнительный продюсер Расселл Ти Дейвис заявил: «Путь к 15-му Доктору Шути полон тайн, ужасов, роботов, марионеток, опасности и веселья!» Также было объявлено, что Кэтрин Тейт вновь сыграет роль Донны Ноубл (которая работала вместе с Десятым Доктором). Дэвис продолжил свое заявление: «И как это связано с возвращением прекрасной Донны Ноубл? Как, что, почему? Мы даём вам год на размышления, а затем всё разверзнется!». Бернард Криббинс также вновь сыграл роль Уилфреда Мотта, отсняв сцены перед своей смертью в 2022 году.
Теннант и Тейт повторили свои роли в трёх специальных эпизодах, посвящённых 60-летию программы в ноябре — декабре 2023 года. Ясмин Финни также сыграла роль персонажа по имени Роуз.